# Elisabeta Polihroniade

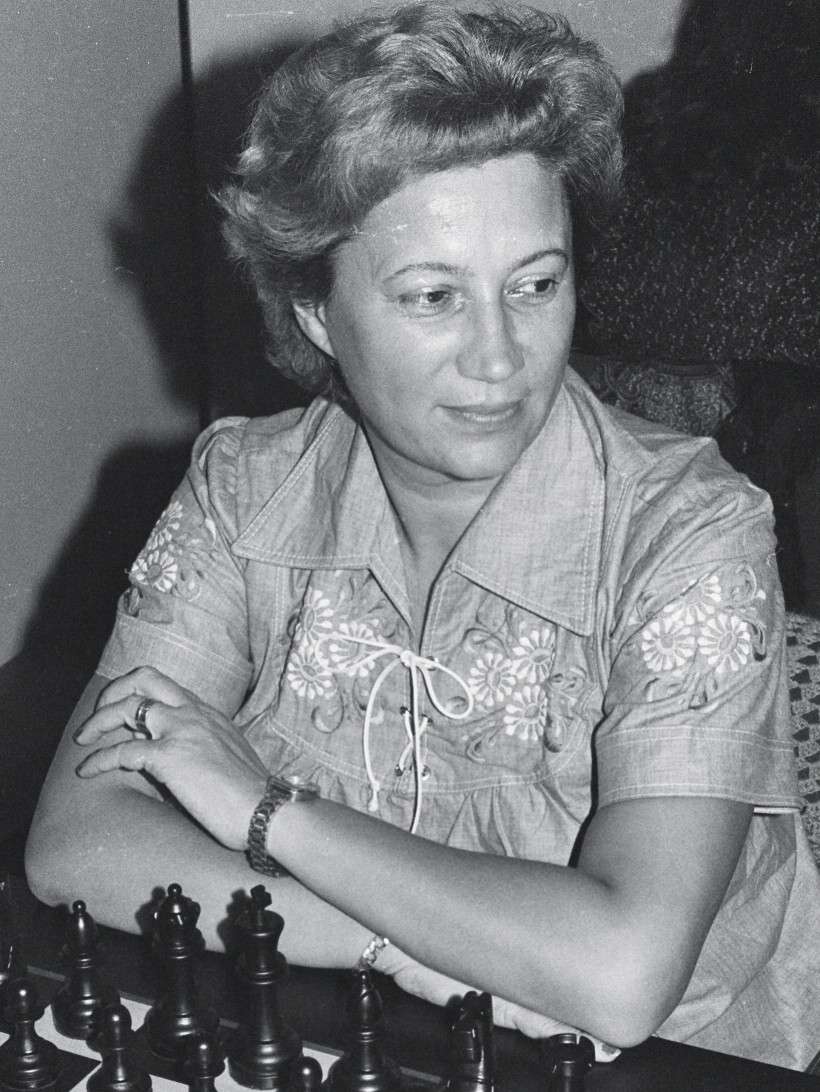
Elisabeta Polihroniade, Rio 1979

Elisabeta Polihroniade (n. 24 aprilie 1935, București, România – d. 23 ianuarie 2016) a fost o șahistă română și autoare de șah.
A devenit maestru internațional în 1960, iar din 1982 este mare maestru internațional. A fost campioană națională în 1966, 1970, 1971, 1972, 1975, 1976 și 1977. A fost și reprezentantă a României la Olimpiadele de Șah.
A deținut funcțiile de director al revistei române de șah Gambit și de vicepreședinte al „Uniunii Internaționale a Șahului Școlar”.

## Studii
- Facultatea de Filosofie, secția jurnalism, din cadrul Universității București (1960).[8]

## Activitate profesională
- Realizator emisiuni șahiste radio-tv în cadrul TVR (1960-1997)[9]
- Director al editurii "Epoli" (din 1990)
- Editor și director al Revistei Române de Șah "Gambit" (din 1993)
- Vicepreședinte al Federației Române de Șah (1995-2001)[10]
- Copreședinte al Școlii Internaționale de Șah "Karpov - Polihroniade" (din 1995)
- Președinte al Fundației "Gambit - Elisabeta Polihroniade" (din 1996)
- Vicepreședinte al Uniunii Internaționale de Șah în Școli (din 2003)
- Copreședinte al Filialei ISCU România (din 2004)

## Premii
- 9 Medalii Olimpice ca jucătoare

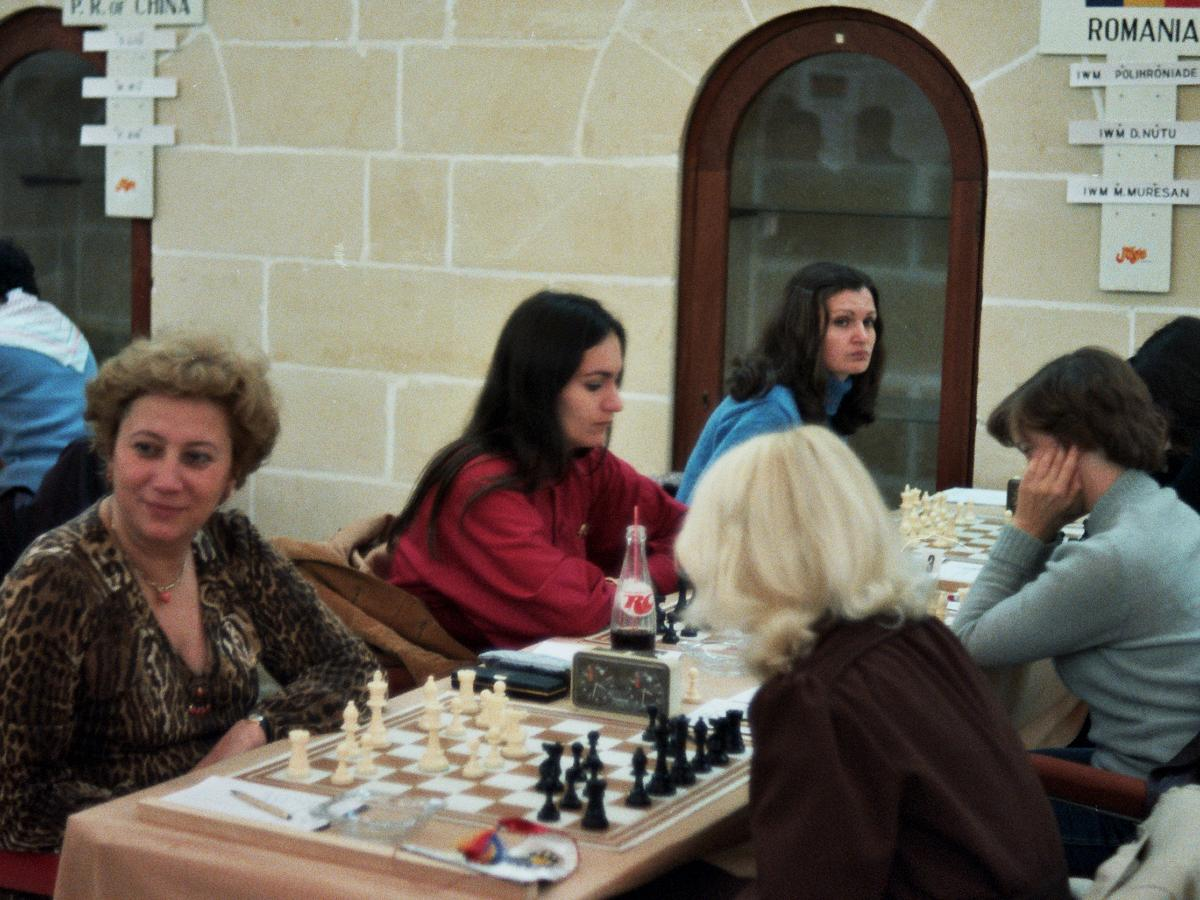
Olimpiada de Șah de la Valetta din Malta din 1980. Echipa României (de la stânga): Elisabeta Polihroniade, Daniela Nuțu, Margareta Mureșan

- Participări la 18 Olimpiade (10 ca jucătoare, 8 ca arbitru internațional)
- 7 titluri de campioană a României (1966/1970/1971/1972/1975/1976/1978)[11]
- Locul I și II Campionatul Deschis al Australiei (1987)
- Calificată la Turneele Candidaților la titlul mondial din Iugoslavia, Macedonia, Spania, Rio de Janeiro
- Campionatul mondial prin corespondență, locul IV (1976)
- Participă la peste 150 de turnee internaționale
- Arbitru internațional la peste 60 de campionate mondiale și europene
- Ordinul „Meritul Sportiv” clasa a III-a (29 decembrie 1967) „pentru merite deosebite în domeniul culturii fizice și sportului”[12]
- Medalia națională „Serviciul Credincios” (2000)[13]
- Șahist Român în Cartea de Aur a FIDE

### Medalii cu echipa
- Locul II Oberhausen, Germania (1966)
- Locul II Skopje, Iugoslavia (1972)
- Locul I și II Medelin, Columbia (1974)[14]
- Locul II Lucerna, Elvetia (1982)
- Locul III Salonic, Grecia (1984)
- Locul III Dubai, Emiratele Arabe Unite (1986)

### Medalii de Aur individual
- Campionatul European, Vrnjacka Banja, Iugoslavia, locul I/ III (1971)

## Cărți publicate
- Olimpiadele în alb și negru, Ed. Sport-turism, 1976
- Șahul pentru toți. Ed. Sport-Turism, 1984
- 64 premii de frumusețe în șah. Ed. Sport-Turism, 1990
- Meciul deceniului. Editura Epoli, 2006
- Polihroniade, Elisabeta.Rădulescu, Tiberiu. Primii pași în șah. Ed. Sport-Turism, 1982

Traduceri:
Grishin, V. Ilin, E. A.B.C.-ul șahului sau primii pași în lumea jocului de șah. Traducere Anca Irina Ionescu, Elisabeta Polihroniade. București: Ion Creangă, 1983